# Sangmélima
Sangmélima est une ville du Cameroun, chef-lieu du département du Dja-et-Lobo dans la région du Sud.

## Étymologie
Le nom de la cité fut donné par l'officier allemand Von Hagen à l'époque de la colonisation allemande. Il aurait été inspiré par une appellation locale.
- Hypothèse de l'origine Mekuk (premiers occupants de la zone), selon laquelle Sangmelima signifierait : « attendons l'alignement pour construire » ;
- Hypothèse de l'origine Bulu : E Zañe Meli ma qui signifie « au milieu de la défriche » ;
- Hypothèse de l'origine Maka : Ezane Alima qui signifie « la forge d'Alima ».

## Géographie

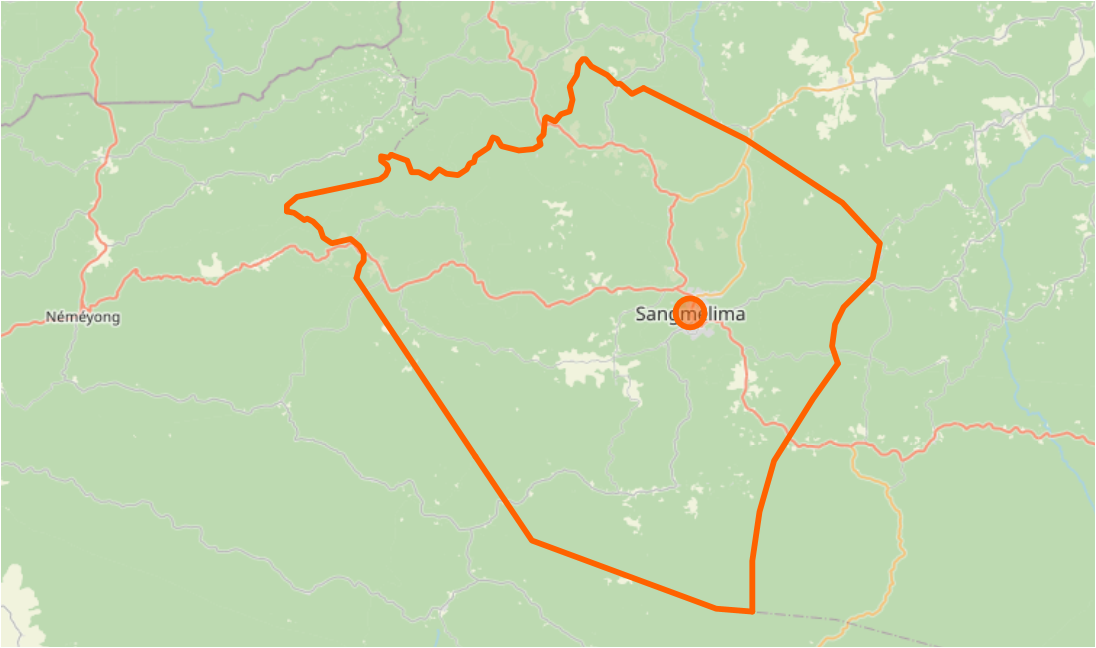
Limites urbaines.

Sangmélima se trouve sur le plateau sud-camerounais à 711 m d'altitude à 170 km au sud de Yaoundé, la capitale du pays, à 120 km à l'est d'Ebolowa, la capitale régionale, et à 130 km de la frontière gabonaise, tandis que la ligne de l'équateur terrestre se trouve à environ 330 km au sud. Drainée par la rivière Lobo (ou Lobo Afamba), affluent du Dja, elle se situe dans le vaste bassin versant du fleuve Congo. La So'o, autre affluent du Dja parcourt le territoire communal.
Le relief de la commune présente dans l’ensemble un relief plus ou moins accidenté constitué de plaines et de vallées s'entremêlant à des collines dont l'altitude est comprise entre 600-700 m. Par endroits, on observe des collines convexes avec des vallées étroites parcourues par les rivières affluentes du Lobo : TerrMfoumou, Toto’o, Messozili, Missolo, ndunglu, Nfongo Mombo, Oton-odou’ou Ko’o, Otongbezok, Minanga, Mitotomo, otong-owoutou, ottong-ngom, Ndabiba’a, Ndjombo, Oto’o, Nfobo, Fimba Ndamebeme, Ndi Teto’o, Ndamessambe, Obabe, Otomiane, Ototila, Bibita bi Binombo et Nda, Fom, Ngueng, Fotabo, Otontyeu, Evindi, Afamba Mimba, Nnanga, Mbanje, Awout et Ayina, ainsi que dans une moindre mesure par ceux de la So'o (Toto'o, Mone abolo et Otong-ndik).
| Ngoulemakong | Zoétélé    |             |
| Mengong      | Sangmélima | Meyomessala |
| Biwong-Bulu  | Mvangan    | Meyomessi   |

## Histoire
La ville est née pendant l'administration allemande chef-lieu de l'Aire de la Lobo dans le district de Lolodorf. La subdivision de Sangmélima est établie vers 1925 par l'administration française dans la circonscription d'Ebolowa. La commune mixte urbaine de Sangmélima est instaurée en août 1950.En 2007, la commune mixte devient commune de Sangmélima. 

## Démographie
L'évolution démographique est relevée par l'Orstom puis par les recensements de la population. Lors du recensement de 2005, la commune comptait 82 513 habitants, dont 51 333 pour Sangmélima Ville.
| 1970  | 1976   | 1987   | 2001   | 2005   | 2019    |
| ----- | ------ | ------ | ------ | ------ | ------- |
| 9 000 | 14 700 | 23 300 | 41 800 | 51 333 | 132 513 |

Sangmélima rassemble une population cosmopolite venant d'horizons divers, mais les Boulous représentent l'ethnie principale, majoritairement constituée par les clans Yembong, Yendjok, Yekombo, Esse, Yemfek, Yemveng, Yemvack, Mbidabane, Yemevong et Essaman, lesquels sont regroupés au sein des cantons Nlobo Nlobo, Tekmo, Ndou Libi et Mepho. Le président camerounais Paul Biya est lui-même Boulou, natif d'un village situé à une cinquantaine de kilomètres au nord-est de Sangmélima, Mvomeka'a. On compte aussi parmi les autochtones de ce département les Fongs.

## Chefferies traditionnelles
L'arrondissement est le siège de l'une des deux chefferies traditionnelles de 1er degré du département du Dja et Lobo :
- Chefferie de Ndou-Libi (8 075 habitants en 2015), siège au village de Mezesse

L'arrondissement de Sangmélima compte 14 chefferies traditionnelles de 2e degré reconnues par le ministère de l'administration du territoire et de la décentralisation :
- 746 : Chefferie Yembong
- 747 : Chefferie Esse
- 748 : Chefferie Esse (Mezesse)
- 749 : Chefferie Mwam Eko
- 750 : Chefferie Yemvak
- 751 : Chefferie Yemvong Nkpwang
- 752 : Chefferie Yekombo
- 753 : Chefferie Yemissem Evelessi
- 754 : Chefferie Ngoe Kamelon
- 755 : Chefferie Essamam Ndjom
- 756 : Chefferie Yemveng
- 757 : Chefferie Esse (Mepho)
- 758 : Chefferie Yemevong
- 759 : Chefferie Ntye-Eko

## Administration
| Période                                  | Période  | Identité              | Étiquette | Qualité                            |
| ---------------------------------------- | -------- | --------------------- | --------- | ---------------------------------- |
| 1958                                     | 1962     | Charles ELLE MBOUTOU  | RDPC      | Adjoint Administratif              |
| 1962                                     | 1964     | Daniel MONAYONG       | RDPC      | Medecin Africain                   |
| 1964                                     | 1965     | Gaston MEDOU ME MVOMO | RDPC      | Délègué AL CAM                     |
| 1965                                     | 1987     | Daniel Claude OLLE ZE | RDPC      | Infirmier Indigène                 |
| 1987                                     | 1996     | Bayard NNA ZE         | RDPC      | Inspecteur des Douanes             |
| 1996                                     | 2002     | François Essame       | RDPC      | Homme d'affaires                   |
| 2002                                     | 2007     | Jean Michel MENDO’O   | RDPC      | Inspecteur Principal des Douanes   |
| 2007                                     | 2020     | Noël ESSIAN ANDRE     | RDPC      | Chef d'Entreprise                  |
| 2020                                     | En cours | Jean Faustin BEKONO   | RDPC      | Cadre Contractuel d'Administration |
| Les données manquantes sont à compléter. |          |                       |           |                                    |

## Villages
La commune s'étend sur 23 villages en zone urbaine et 72 villages en zone rurale groupés en 4 cantons, Tekmo, Ndou Libi, Mepho et Nlobo Nlobo :
- Akak
- Ako'o-Esse
- Ako'oloui
- Akomendibi
- Akomessing
- Alouma
- Assok
- Atong
- Avebe
- Avebe-Esse
- Benyoungou
- Biboulemam
- Bidjom
- Bikobo
- Bizang
- Efoulan
- Ekoumdoum
- Eminemvom
- Essam-Esse
- Evelessi
- Evindissi
- Eye'e
- Foulassi
- Kamelon
- Keka
- Kombe
- Konde-Yebae
- Kondemeyos
- Koum-Esse
- Ma'anemeyin
- Mang
- Mbom
- Mebem
- Mebemenko
- Meka'a
- Mekam
- Mekom I
- Mekomo
- Mekomo I
- Melen
- Mendong
- Mengue
- Mepho
- Messak
- Metet
- Meyo
- Meyomadjom
- Meyos
- Meyos-Essabikoula
- Mezesse
- Mfoul-Oveng
- Mfouladja
- Mimbo
- Minkpwami-Oveng
- Mintyaminyumin
- Momebili
- Moneko'o
- Ndjantom
- Ndjom
- Ndjom-Essaman
- Ngam
- Ngam-Yemveng
- Ngom
- Ngomeyop
- Ngon
- Ngoulemekong
- Nkoe'etye
- Nkol-Ngbwa
- Nkolebom
- Nkolewot
- Nkoleyop-Akam
- Nkoltou'outou
- Nkout II
- Nkpwang
- Nloup
- Nse'elang
- Nsimalene
- Nyazanga
- Ondondo
- Oveng-Yembong
- Oveng-Yemevong
- Oveng-Yemvak
- Zoebefam
- Zouameyong
- Zoum Yemvak

L'espace urbain de Sangmélima est constitué de 23 quartiers dont : Akon, Foulassi, Monavebe, Mbeli'i, Avébé, Mang, Mefo.

## Enseignement
L'arrondissement de Sangmélima compte 15 établissements secondaires publics dont 8 lycées et 7 collèges, 14 sont francophones et un bilingue.
- CES de Ndjantom
- CES de Nsimalen-Yemvak
- CETIC de Meyomadjom
- CETIC de Mezesse
- CETIC de Ngoulemakong Dja et Lobo
- CETIC de Sangmelima
- CETIF de Sangmelima
- Lycée bilingue de Sangmelima
- Lycée classique et moderne de Sangmelima
- Lycée d'Avebe-Esse
- Lycée de Meyomadjom
- Lycée de Nkolotou'outou
- Lycée de Nkpwang
- Lycée de Sangmelima Avebe
- Lycée technique de Sangmelima

## Économie

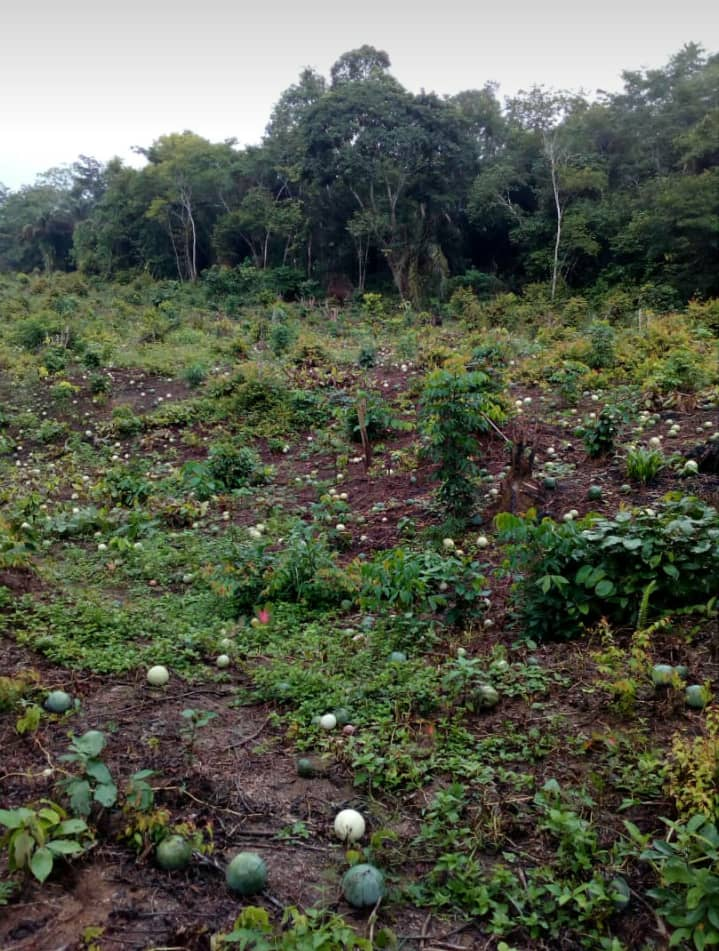
Champ de pastèques à Sangmélima.

L'activité économique du centre urbain de Sangmélima est essentiellement tournée vers le tertiaire comme les commerces formels ou informels, aussi les prestations de services divers comme l'administration. La seule activité industrielle se limitant à quelques installations de transformation du bois extrait des forêts avoisinantes.
À la périphérie de la ville l'activité agricole domine, basée sur les cultures vivrières et pérennes. Les vivriers couvrent des espaces de l'ordre de 0,50 hectare en moyenne par ménage et par an. Les principales productions destinées à l'autoconsommation sont : le plantain, l'arachide, le manioc, le macabo, le maïs, le concombre. Seul environ un cinquième de la production est vendu. Les problèmes soulevés pour le développement de cette activité trouvent plusieurs origines tels que notamment difficultés d'écoulement de la production dues au mauvais état des pistes agricoles, la présence des cochenilles dans le sol, le nombre réduit de Groupes d'Initiative Commune (GIC) dynamique au sein des communautés, l'exode rural, le manque d'outils et de matériel de travail adéquat et enfin de l’inexistence du micro-crédit pouvant soutenir cette activité. Depuis quelques années, la commune connait l'émergence de la culture du palmier partout comme alternative aux aléas conjoncturels des cours mondiaux du cacao. L'élevage se limite essentiellement à un léger cheptel se composant de volaille, de porcs et de chèvres. Les grands ruminants tels que les vaches sont inexistants dans les élevages.

## Transport
La ville est au carrefour de plusieurs routes :
- Route nationale 17A, lien avec Mengong puis Ebolowa, 112 km à l'ouest ;
- RN 9, lien avec Mbalmayo à 118 km au nord, et Mintom à 192 km à l'est ;
- RN 17B mène à la frontière gabonaise à 133 km au sud, poste frontière d'Aboulou[10] et Minvoul au Gabon à 155 km au sud.

L'aérodrome le plus proche se trouve à Mvomeka'a (commune de Meyomessala), à une cinquantaine de kilomètres au nord-est de Sangmélima.

## Santé
Sangmélima abrite le principal hôpital du Cameroun méridional, inauguré le 23 juillet 2015 après huit ans de travaux. L'établissement qui est situé dans le quartier Bitom à 3,5 km au sud-est du centre-ville, a une capacité d'accueil de 115 à 150 lits, et est chargé de dispenser des soins médicaux de haut niveau, tant pour les habitants de la région que pour ceux des pays limitrophes (République du Congo, Gabon et Guinée équatoriale). Établissement hospitalier public de 2e catégorie, cet « hôpital de référence » est, en effet, selon l'avis des experts, le mieux équipé de tout le pays. Il est doté de huit grands blocs (les consultations externes, l'imagerie médicale, le laboratoire, les hospitalisations, la morgue, les blocs opératoires et les services d'appui dont la cuisine, la stérilisation et la buanderie).

## Sports
La Colombe Sportive du Dja et Lobo évolue dans le championnat « Elite One » de football depuis la saison 2017.

## Écosystème
La réserve de faune du Dja est un parc naturel de 5,260 km2 dont les limites ouest formées par la rivière Dja se trouvent à une cinquantaine de kilomètres du centre-ville et qui est inscrit au patrimoine mondial de l'humanité depuis 1984. L'UNESCO l'a désigné comme l'une des plus grandes et des mieux protégées des forêts primaires d'Afrique, avec 90 % de sa surface non encore violée. Il y a également de vastes zones forestières au sud de la ville.

## Cultes
La ville est depuis 1963, le siège du diocèse catholique de Sangmélima créé par démembrement du diocèse de Douala, il est suffragant de l’archidiocèse de Yaoundé. La cathédrale Saint-Joseph est inaugurée en avril 2019. La ville de Sangmélima compte deux paroisses catholiques : Notre-Dame-du-Rosaire d'Akon fondée en 1939, Saint-Joseph de Sangmélima fondée en 1969. 
- Liste des évêques de Sangmélima
- Cathédrale Notre-Dame-du-Rosaire de Sangmélima
- Cathédrale Saint-Joseph de Sangmélima (inaugurée en avril 2019)

## Jumelage et coopération internationale
- Owando (Congo)[14]

## Personnalités liées à Sangmélima

### Personnalités nées à Sangmélima
- Rémy Medou Mvomo, écrivain
- Edgar Alain Mébé Ngo'o, homme politique
- Joko, chanteuse
- Christian Happi, biologiste et professeur, spécialiste des maladies infectieuses

### Personnalités décédées à Sangmélima
- Ignace Dhellemmes (1914-1988), prêtre missionnaire et écrivain français, mort le 7 septembre 1988 à Sangmélima.